# Мартен, Виктор
Виктор Мартен (фр. Victor Martins, род. 16 июня 2001 года в Кенси-су-Сенаре) — французский автогонщик. Чемпион Формулы-3 в 2022 году, чемпион Еврокубка Формулы-Рено в 2020 году. Член академии Альпин. Планируется, что в 2023 году будет выступать в Формуле-2 в составе команды ART Grand Prix.
Дебютировал в Формуле-1 в 2025 году в качестве пятничного гонщика, приняв участие в первой свободной тренировке на Гран-при Испании.

## Карьера
Родился в Кенси-су-Сенаре. По отцу имеет португальские корни. В детстве занимался спортивной гимнастикой, в десять лет стал чемпионом Франции.

### Картинг
В 2014 году стал заниматься картингом, в 2016 году выиграл CIK–FIA чемпионат мира по картингу в классе OK Junior.

### Формула-4
В 2017 году Мартен дебютировал в формульных чемпионатах, приняв участие в Французской Формуле-4. За сезон одержал четыре победы и стал вице-чемпионом в абсолютном зачёте и чемпионом в классе Junior.

### Еврокубок Формулы-Рено
В 2018 году Мартен перешёл в Еврокубок Формулы-Рено, где выступал за команду R-ace GP. За сезон одержал две победы и занял пятое место.
В 2019 году перешёл в команду MP Motorsport. Одержав пять побед за сезон, Мартен стал вице-чемпионом, проиграв титул Оскару Пиастри.
В 2020 году продолжил выступление в Еврокубке Формулы-Рено и перешёл в вернувшуюся в чемпионат команду ART Grand Prix. За сезон одержал семь побед и стал чемпионом.

### Формула-3
В 2021 году Виктор перешёл в Формулу-3 в команду MP Motorsport. Во второй гонке сезона в Барселоне финишировал на втором месте. В первой гонке на этапе на Поль Рикаре в заключительной стадии вышел в лидеры после обгона Смоляра, однако на последнем круге Смоляр вернул себе позицию, и Мартен финишировал вторым. Первую победу одержал во второй гонке в Зандворте. По итогам сезона занял пятое место и стал лучшим новичком сезона.
В 2022 году Виктор перешёл в команду ART Grand Prix. Одержал победы в основных гонках на этапе в Бахрейне и в Барселоне. Перед последним этапом в Монце был лидером общего зачёта. Последняя гонка сезона была прервана досрочно из-за аварии, и в момент остановки гонки Мартен шёл на третьей позиции позади основных соперников за титул — Мэлони и Бермана. После остановки гонки получил штраф за нарушение границ трассы. В итоге гонка была завершена досрочно, и в итоговых результатах Мартен опустился на четвёртую позицию, однако этой позиции было достаточно, чтобы стать чемпионом.

### Формула-2
В январе 2023 года было объявлено, что Мартен перейдёт в Формулу-2, где продолжит выступать за команду ART Grand Prix.

### Формула-1
В январе 2018 года стал членом спортивной академии Рено. После проигрыша титула чемпиона Еврокубка Формулы-Рено в 2019 году был исключён из неё. Вновь был принят в академию после победы в Еврокубке Формулы-Рено в 2020 году, которая после ребрендинга стала академией Альпин.

## Результаты выступлений
| Сезон | Чемпионат                            | Команда             | Гонки | Победы | Поулы | Б/Круги | Подиумы | Очки  | Место |
| ----- | ------------------------------------ | ------------------- | ----- | ------ | ----- | ------- | ------- | ----- | ----- |
| 2016  | Французская Формула-4                | FFSA Academy        | 4     | 0      | 0     | 0       | 2       | 0     | НК†   |
| 2017  | Французская Формула-4                | FFSA Academy        | 21    | 4      | 9     | 10      | 11      | 299   | 2     |
| 2018  | Еврокубок Формулы-Рено               | R-ace GP            | 20    | 2      | 2     | 1       | 6       | 186   | 5     |
| 2018  | Североевропейский кубок Формулы-Рено | R-ace GP            | 12    | 1      | 1     | 3       | 2       | 83    | 6‡    |
| 2019  | Еврокубок Формулы-Рено               | MP Motorsport       | 19    | 6      | 9     | 5       | 14      | 312.5 | 2     |
| 2019  | Зимняя серия Азиатской Ф3            | Pinnacle Motorsport | 3     | 0      | 0     | 0       | 2       | 0     | НК†   |
| 2020  | Еврокубок Формулы-Рено               | ART Grand Prix      | 20    | 7      | 10    | 8       | 14      | 348   | 1     |
| 2021  | Формула-3                            | MP Motorsport       | 20    | 1      | 0     | 4       | 6       | 131   | 5     |
| 2022  | Формула-3                            | ART Grand Prix      | 18    | 2      | 0     | 1       | 6       | 139   | 1     |
| 2023  | Формула-2                            | ART Grand Prix      | 2     | 0      | 0     | 0       | 1       | 6     | 9*    |

† Мартен участвовал в соревнованиях по приглашению, поэтому ему не начислялись очки чемпионата.
‡ Мартен не имел права на получение очков, начиная с третьего этапа.
* Сезон продолжается 

### Формула-3
| Сезон | Команда        | 1            | 2         | 3         | 4         | 5            | 6         | 7         | 8         | 9         | 10        | 11        | 12         | 13         | 14           | 15        | 16        | 17         | 18        | 19      | 20      | 21      | Место | Очки |
| ----- | -------------- | ------------ | --------- | --------- | --------- | ------------ | --------- | --------- | --------- | --------- | --------- | --------- | ---------- | ---------- | ------------ | --------- | --------- | ---------- | --------- | ------- | ------- | ------- | ----- | ---- |
| 2021  | MP Motorsport  | БАР 1 9      | БАР 2     | БАР 3 5   | ПОЛ 1 2   | ПОЛ 2 3      | ПОЛ 3 4   | РБР 1 5   | РБР 2 26  | РБР 3 24  | ХУН 1 15  | ХУН 2 25  | ХУН 3 27   | СПА 1 5    | СПА 2 7      | СПА 3 2   | ЗАН 1 8   | ЗАН 2 1    | ЗАН 3 10  | СОЧ 1 3 | СОЧ 2 О | СОЧ 3 8 | 5     | 131  |
| 2022  | ART Grand Prix | БАХ СПР Сход | БАХ ГОН 1 | ИМО СПР 2 | ИМО ГОН 9 | БАР СПР Сход | БАР ГОН 1 | СИЛ СПР 2 | СИЛ ГОН 7 | РБР СПР 8 | РБР ГОН 2 | ХУН СПР 6 | ХУН ГОН 10 | СПА СПР 21 | СПА ГОН Сход | ЗАН СПР 7 | ЗАН ГОН 2 | МНЦ СПР 10 | МНЦ ГОН 4 |         |         |         | 1     | 139  |

### Результаты выступлений в Формуле-1
| Легенда к таблице |                                                                    |
| --- | ------------------------------------------------------------------ |
| В таблице перечислены результаты всех Гран-при Формулы-1, в которых принимал участие гонщик. Строками таблицы являются сезоны, столбцами — этапы чемпионата мира. В каждой клетке указаны сокращённое название этапа и результат, дополнительно обозначенный цветом. Расшифровка обозначений и цветов представлена в нижеследующей таблице. |                                                                    |
| \| Пример \| Описание \| \| ------------ \| ------------------------------------------------------------------ \| \| 1 \| Победитель \| \| 2 \| Второе место \| \| 3 \| Третье место \| \| 5 \| Финишировал, заработав очки \| \| Сход \| Не финишировал, но при этом заработал очки \| \| 12 \| Финишировал, не получив очков \| \| НКЛ \| Финишировал, но не попал в финальную классификацию \| \| 15 \| Участвовал вне зачёта, либо по отдельной классификации \| \| 18 \| Не финишировал, но попал в финальную классификацию \| \| Сход \| Не финишировал \| \| НКВ \| Не прошёл квалификацию \| \| НПКВ \| Не прошёл предквалификацию \| \| ДСК \| Дисквалифицирован \| \| ИСК \| Исключён из протокола соревнований \| \| ТТ \| Заявлен для участия только в тренировках \| \| НС \| Участвовал в квалификации, но не стартовал в гонке \| \| Т \| Травмирован или болен \| \| ОТК \| Отказ от участия \| \| НТР \| Прибыл на соревнования, но на трассу не выезжал \| \| НПР \| Был заявлен в числе участников, но не прибыл к началу соревнований \| \| О \| Соревнования отменены \| \| \| Не участвовал \| \| Поул-позиция \| \| \| Быстрый круг \| \| |                                                                    |
| Пример | Описание                                                           |
| 1 | Победитель                                                         |
| 2 | Второе место                                                       |
| 3 | Третье место                                                       |
| 5 | Финишировал, заработав очки                                        |
| Сход | Не финишировал, но при этом заработал очки                         |
| 12 | Финишировал, не получив очков                                      |
| НКЛ | Финишировал, но не попал в финальную классификацию                 |
| 15 | Участвовал вне зачёта, либо по отдельной классификации             |
| 18 | Не финишировал, но попал в финальную классификацию                 |
| Сход | Не финишировал                                                     |
| НКВ | Не прошёл квалификацию                                             |
| НПКВ | Не прошёл предквалификацию                                         |
| ДСК | Дисквалифицирован                                                  |
| ИСК | Исключён из протокола соревнований                                 |
| ТТ | Заявлен для участия только в тренировках                           |
| НС | Участвовал в квалификации, но не стартовал в гонке                 |
| Т | Травмирован или болен                                              |
| ОТК | Отказ от участия                                                   |
| НТР | Прибыл на соревнования, но на трассу не выезжал                    |
| НПР | Был заявлен в числе участников, но не прибыл к началу соревнований |
| О | Соревнования отменены                                              |
| | Не участвовал                                                      |
| Поул-позиция |                                                                    |
| Быстрый круг |                                                                    |

| Сезон | Команда                   | Шасси         | Двигатель                                 | Ш | 1   | 2   | 3   | 4   | 5   | 6   | 7   | 8   | 9        | 10  | 11  | 12  | 13  | 14  | 15  | 16  | 17  | 18  | 19  | 20  | 21  | 22  | 23  | 24  | Место | Очки |
| ----- | ------------------------- | ------------- | ----------------------------------------- | - | --- | --- | --- | --- | --- | --- | --- | --- | -------- | --- | --- | --- | --- | --- | --- | --- | --- | --- | --- | --- | --- | --- | --- | --- | ----- | ---- |
| 2025  | Atlassian Williams Racing | Williams FW47 | Mercedes-AMG F1 M16 E Performance 1,6 V6T | P | АВС | КИТ | ЯПО | БАХ | САУ | МАЙ | ЭМИ | МОН | ИСП тест | КАН | АВТ | ВЕЛ | БЕЛ | ВЕН | НИД | ИТА | АЗЕ | СИН | США | МЕХ | САП | ЛАС | КАТ | АБУ | —     | —    |